# Llista de topònims de Cubells
Llista de topònims (noms propis de lloc) del municipi de Cubells, a la Noguera
Informació actualitzada per un bot. Els canvis manuals es perdran quan s'actualitzi!

## cabana
| imatge | Nom                 | Ubicat a | instància de | Detalls | coordenades                                                          | Protecció | Commons (més fotos) | Dades a WD                    |
| ------ | ------------------- | -------- | ------------ | ------- | -------------------------------------------------------------------- | --------- | ------------------- | ----------------------------- |
|        | Cal Pantano         | Cubells  | cabana       |         | 41° 51′ 23″ N, 0° 57′ 33″ E / 41.8564604411463°N,0.959145722521693°E |           |                     | Modifica les dades a Wikidata |
|        | cabana del Beltran  | Cubells  | cabana       |         | 41° 49′ 24″ N, 0° 56′ 37″ E / 41.8233629940223°N,0.943533306145541°E |           |                     | Modifica les dades a Wikidata |
|        | cobert del Cortina  | Cubells  | cabana       |         | 41° 51′ 12″ N, 0° 57′ 51″ E / 41.8533888796834°N,0.964194421122992°E |           |                     | Modifica les dades a Wikidata |
|        | cobert del Patronet | Cubells  | cabana       |         | 41° 49′ 55″ N, 0° 57′ 38″ E / 41.8320324733359°N,0.960500212382111°E |           |                     | Modifica les dades a Wikidata |

## entitat singular de població
| imatge | Nom                | Ubicat a | instància de                                   | Detalls | coordenades                                                       | Protecció | Commons (més fotos) | Dades a WD                    |
| ------ | ------------------ | -------- | ---------------------------------------------- | ------- | ----------------------------------------------------------------- | --------- | ------------------- | ----------------------------- |
|        | Cubells            | Cubells  | entitat singular de població capital municipal | 314 hab | 41° 51′ 02″ N, 0° 57′ 32″ E / 41.85062°N,0.959°E 470 msnm         |           |                     | Modifica les dades a Wikidata |
|        | la Torre de Fluvià | Cubells  | entitat singular de població                   | 28 hab  | 41° 50′ 28″ N, 0° 59′ 20″ E / 41.84111111°N,0.98888889°E 399 msnm |           | La Torre de Fluvià  | Modifica les dades a Wikidata |

## església
| imatge | Nom                                | Ubicat a | instància de               | Detalls                                          | coordenades                                                     | Protecció                                            | Commons (més fotos)                            | Dades a WD                    |
| ------ | ---------------------------------- | -------- | -------------------------- | ------------------------------------------------ | --------------------------------------------------------------- | ---------------------------------------------------- | ---------------------------------------------- | ----------------------------- |
|        | Sant Bartomeu de Pugis             | Cubells  | església                   | Estil: arquitectura romànica 12nd century        | 41° 48′ 55″ N, 0° 56′ 05″ E / 41.815403°N,0.934823°E 340 msnm   | bé integrant del patrimoni cultural català           | Sant Bartomeu de Pugis                         | Modifica les dades a Wikidata |
|        | Sant Miquel de Cubells             | Cubells  | església                   | Estil: arquitectura romànica                     | 41° 51′ 02″ N, 0° 57′ 37″ E / 41.850625°N,0.96029167°E 479 msnm | bé integrant del patrimoni cultural català           | Sant Miquel de Cubells                         | Modifica les dades a Wikidata |
|        | Sant Pere de Cubells               | Cubells  | església                   | Estil: arquitectura romànica arquitectura gòtica | 41° 51′ 05″ N, 0° 57′ 35″ E / 41.851353°N,0.959589°E 499 msnm   | bé integrant del patrimoni cultural català           | Església de Sant Pere de Cubells               | Modifica les dades a Wikidata |
|        | Sant Salvador de Torre de Fluvià   | Cubells  | església                   | Estil: arquitectura popular                      | 41° 50′ 27″ N, 0° 59′ 20″ E / 41.840944°N,0.988944°E            | bé integrant del patrimoni cultural català           | Sant Salvador de Torre de Fluvià               | Modifica les dades a Wikidata |
|        | Santa Maria del Castell de Cubells | Cubells  | església monument històric | Estil: arquitectura romànica                     | 41° 51′ 05″ N, 0° 57′ 31″ E / 41.851364°N,0.958583°E 510 msnm   | bé d'interès cultural bé cultural d'interès nacional | Església de Santa Maria del Castell de Cubells | Modifica les dades a Wikidata |

## granja
| imatge | Nom                  | Ubicat a | instància de | Detalls | coordenades                                                          | Protecció | Commons (més fotos) | Dades a WD                    |
| ------ | -------------------- | -------- | ------------ | ------- | -------------------------------------------------------------------- | --------- | ------------------- | ----------------------------- |
|        | Granja de Valeri     | Cubells  | granja       |         | 41° 51′ 27″ N, 0° 57′ 32″ E / 41.857598880309°N,0.958844477717493°E  |           |                     | Modifica les dades a Wikidata |
|        | Granja de l'Esclengo | Cubells  | granja       |         | 41° 48′ 32″ N, 0° 56′ 50″ E / 41.8089294820735°N,0.94725744959557°E  |           |                     | Modifica les dades a Wikidata |
|        | Granja del Gil       | Cubells  | granja       |         | 41° 47′ 36″ N, 0° 55′ 42″ E / 41.7933943654241°N,0.928244692928852°E |           |                     | Modifica les dades a Wikidata |
|        | Granja del Pasqual   | Cubells  | granja       |         | 41° 49′ 28″ N, 0° 58′ 14″ E / 41.8243293230687°N,0.970509889791374°E |           |                     | Modifica les dades a Wikidata |
|        | Granja del Teixidor  | Cubells  | granja       |         | 41° 48′ 39″ N, 0° 56′ 50″ E / 41.8108208042323°N,0.94725723406755°E  |           |                     | Modifica les dades a Wikidata |
|        | Granja dels Jaumets  | Cubells  | granja       |         | 41° 51′ 26″ N, 0° 57′ 46″ E / 41.8571724649874°N,0.962725120532803°E |           |                     | Modifica les dades a Wikidata |

## masia
| imatge | Nom                    | Ubicat a | instància de | Detalls | coordenades                                                          | Protecció | Commons (més fotos) | Dades a WD                    |
| ------ | ---------------------- | -------- | ------------ | ------- | -------------------------------------------------------------------- | --------- | ------------------- | ----------------------------- |
|        | Cal Flaquet            | Cubells  | masia        |         | 41° 50′ 39″ N, 0° 59′ 20″ E / 41.8440425117535°N,0.988844865135438°E |           |                     | Modifica les dades a Wikidata |
|        | Cal Gimenet            | Cubells  | masia        |         | 41° 51′ 09″ N, 0° 57′ 15″ E / 41.852635177629°N,0.954220052487686°E  |           |                     | Modifica les dades a Wikidata |
|        | Cal Gràcio             | Cubells  | masia        |         | 41° 50′ 38″ N, 0° 59′ 24″ E / 41.8439827904542°N,0.990063232422789°E |           |                     | Modifica les dades a Wikidata |
|        | Cal Polinari           | Cubells  | masia        |         | 41° 49′ 06″ N, 0° 57′ 51″ E / 41.81823210335°N,0.96409684486379°E    |           |                     | Modifica les dades a Wikidata |
|        | Masia Forcat           | Cubells  | masia        |         | 41° 50′ 31″ N, 0° 56′ 31″ E / 41.8420603520402°N,0.942043223199435°E |           |                     | Modifica les dades a Wikidata |
|        | Masia de les Viudes    | Cubells  | masia        |         | 41° 49′ 02″ N, 0° 55′ 56″ E / 41.8173071931394°N,0.932301677173495°E |           |                     | Modifica les dades a Wikidata |
|        | Masia del Corralot     | Cubells  | masia        |         | 41° 48′ 29″ N, 0° 56′ 24″ E / 41.8081053947028°N,0.939964817688315°E |           |                     | Modifica les dades a Wikidata |
|        | Masia del Nom          | Cubells  | masia        |         | 41° 49′ 02″ N, 0° 57′ 00″ E / 41.8172640885239°N,0.949989035330048°E |           |                     | Modifica les dades a Wikidata |
|        | Masia del Pallargues   | Cubells  | masia        |         | 41° 48′ 57″ N, 0° 56′ 06″ E / 41.8158793016502°N,0.935032365669064°E |           |                     | Modifica les dades a Wikidata |
|        | Masia del Ros          | Cubells  | masia        |         | 41° 48′ 56″ N, 0° 57′ 04″ E / 41.8154758968515°N,0.951225918923642°E |           |                     | Modifica les dades a Wikidata |
|        | Masia del Vidal        | Cubells  | masia        |         | 41° 48′ 29″ N, 0° 56′ 08″ E / 41.8079975799316°N,0.935466164964913°E |           |                     | Modifica les dades a Wikidata |
|        | Torreta de Sant Antoni | Cubells  | masia        |         | 41° 48′ 52″ N, 0° 57′ 42″ E / 41.8144382436076°N,0.961744923441453°E |           |                     | Modifica les dades a Wikidata |
|        | Torreta del Rius       | Cubells  | masia        |         | 41° 49′ 00″ N, 0° 57′ 14″ E / 41.8167136152506°N,0.953967549875712°E |           |                     | Modifica les dades a Wikidata |

## muntanya
| imatge | Nom              | Ubicat a                          | instància de | Detalls | coordenades                                                   | Protecció | Commons (més fotos) | Dades a WD                    |
| ------ | ---------------- | --------------------------------- | ------------ | ------- | ------------------------------------------------------------- | --------- | ------------------- | ----------------------------- |
|        | Besteu           | Cubells                           | muntanya     |         | 41° 49′ 53″ N, 0° 57′ 18″ E / 41.8313°N,0.954997°E 362.6 msnm |           |                     | Modifica les dades a Wikidata |
|        | Penyes del Mania | Cubells Alòs de Balaguer Foradada | muntanya     |         | 41° 52′ 23″ N, 0° 59′ 07″ E / 41.873°N,0.98517°E 638.2 msnm   |           |                     | Modifica les dades a Wikidata |
|        | Tossal Redó      | Cubells                           | muntanya     |         | 41° 52′ 08″ N, 0° 56′ 31″ E / 41.869°N,0.942008°E 528.5 msnm  |           |                     | Modifica les dades a Wikidata |

## serra
| imatge | Nom                  | Ubicat a                 | instància de | Detalls | coordenades                                                         | Protecció | Commons (més fotos) | Dades a WD                    |
| ------ | -------------------- | ------------------------ | ------------ | ------- | ------------------------------------------------------------------- | --------- | ------------------- | ----------------------------- |
|        | serra Alta           | Cubells Foradada         | serra        |         | 41° 51′ 30″ N, 1° 00′ 19″ E / 41.8582°N,1.00519°E 492.2 msnm        |           |                     | Modifica les dades a Wikidata |
|        | serra d'Arquells     | Alòs de Balaguer Cubells | serra        |         | 41° 52′ 11″ N, 0° 58′ 10″ E / 41.8696°N,0.969324°E 651.9 msnm       |           |                     | Modifica les dades a Wikidata |
|        | serra de Cercós      | Cubells Foradada         | serra        |         | 41° 51′ 57″ N, 0° 59′ 53″ E / 41.8659°N,0.998153°E 476.4 msnm       |           |                     | Modifica les dades a Wikidata |
|        | serra de l'Alzina    | Cubells                  | serra        |         | 41° 50′ 07″ N, 0° 57′ 52″ E / 41.8352°N,0.964444°E 392.2 msnm       |           |                     | Modifica les dades a Wikidata |
|        | serra de les Comes   | Cubells Foradada         | serra        |         | 41° 50′ 56″ N, 1° 00′ 01″ E / 41.8489°N,1.00028°E 501.9 msnm        |           |                     | Modifica les dades a Wikidata |
|        | serra de les Forques | Cubells                  | serra        |         | 41° 51′ 01″ N, 0° 58′ 57″ E / 41.85023694°N,0.98258333°E 492.5 msnm |           |                     | Modifica les dades a Wikidata |
|        | serrat del Sitial    | Camarasa Cubells         | serra        |         | 41° 51′ 19″ N, 0° 56′ 16″ E / 41.8552°N,0.937778°E 486.7 msnm       |           |                     | Modifica les dades a Wikidata |

## Misc
| imatge | Nom                          | Ubicat a               | instància de      | Detalls                                  | coordenades | Protecció                                            | Commons (més fotos) | Dades a WD                    |
| ------ | ---------------------------- | ---------------------- | ----------------- | ---------------------------------------- | --- | ---------------------------------------------------- | ------------------- | ----------------------------- |
|        | Cal Ponset                   | Cubells                | casa              | Estil: arquitectura popular 18th century | 41° 51′ 05″ N, 0° 57′ 27″ E / 41.851459°N,0.957635°E ca:Carrer de la Figuera, 46, Cubells 491 msnm                          | bé integrant del patrimoni cultural català           | Cal Ponset          | Modifica les dades a Wikidata |
|        | Castell de Cubells           | Cubells                | castell           |                                          | 41° 51′ 06″ N, 0° 57′ 30″ E / 41.851773°N,0.958465°E ca:Carrer del Castell, Cubells 511 msnm                                | bé d'interès cultural bé cultural d'interès nacional | Castell de Cubells  | Modifica les dades a Wikidata |
|        | Molí de Tafalla              | Cubells                | molí d'aigua      | Estil: arquitectura popular 18th century | 41° 48′ 12″ N, 0° 55′ 54″ E / 41.803405°N,0.931597°E ca:Dreta del riu Sió, Cubells 269 msnm                                 | bé integrant del patrimoni cultural català           | Molí de Tafalla     | Modifica les dades a Wikidata |
|        | Sampado                      | Cubells                | vèrtex geodèsic   | Alt: 1.2m                                | 41° 49′ 53″ N, 0° 57′ 18″ E / 41.831361°N,0.954971°E 362.379 msnm                                                           |                                                      |                     | Modifica les dades a Wikidata |
|        | Sió                          | Segarra Noguera Urgell | curs d'aigua      | Desemboca: Segre Llarg: 77km             | 41° 41′ 12″ N, 1° 23′ 30″ E / 41.68653°N,1.3916069444444443°E 41° 48′ 04″ N, 0° 48′ 38″ E / 41.80124°N,0.8105361111111111°E |                                                      | Sió River           | Modifica les dades a Wikidata |
|        | casa consistorial de Cubells | Cubells                | casa consistorial |                                          | 41° 51′ 10″ N, 0° 57′ 25″ E / 41.8527772°N,0.9569906°E                                                                      |                                                      |                     | Modifica les dades a Wikidata |
|        | font de les Piques           | Cubells                | font              |                                          | 41° 50′ 55″ N, 0° 56′ 56″ E / 41.8487387486014°N,0.948851557527402°E                                                        |                                                      |                     | Modifica les dades a Wikidata |